# Aurions-Idernes
Aurions-Idernes é uma comuna francesa na região administrativa da Nova Aquitânia, no departamento dos Pirenéus Atlânticos. Estende-se por uma área de 6,41 km². Em 2010 a comuna tinha 106 habitantes (densidade: 16,5 hab./km²).